# George Eyser

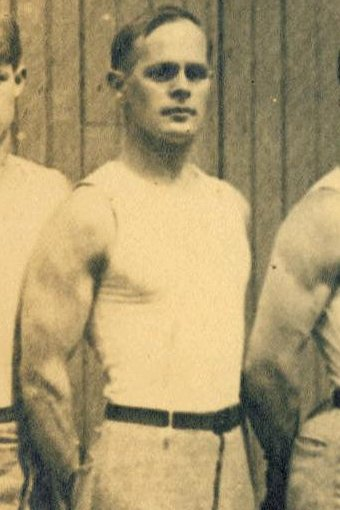
George Eyser en 1908.

George Eyser (Kiel, Imperio alemán 1871 -1919) fue un gimnasta estadounidense, de origen alemán, que destacó en los Juegos Olímpicos de 1904, donde consiguió seis medallas en las pruebas de gimnasia.

## Biografía
Nació el 31 de agosto de 1871 en la ciudad de Kiel, población situada en el estado de Schleswig-Holstein, que en aquellos momentos formaba parte del Imperio alemán y que hoy en día forma parte de Alemania.
A los 14 años su familia emigró a Estados Unidos, estableciéndose inicialmente en Denver (Colorado) y posteriormente en Saint Louis (Missouri). En 1894 adoptó la nacionalidad estadounidense. En una edad desconocida sufrió la amputación de la pierna izquierda a consecuencia de un atropello de un tren, pasando a utilizar una prótesis de madera.
Murió el 6 de marzo del 1919 en Denver, Colorado.

## Carrera deportiva
Participó, a los 32 años, en los Juegos Olímpicos de verano de 1904 realizados en Saint Louis (Estados Unidos), donde consiguió ganar seis medallas, entre ellas la medalla de oro en las pruebas de barras paralelas, salto sobre caballo y escalada de cuerda, la medalla de plata en las pruebas de combinada y caballo con arcos, y la medalla de bronce en la prueba de barra fija. Asimismo finalizó cuarto en la prueba realizada por equipos y décimo en la prueba de triatlón gimnasia.
Con su participación en estos Juegos, Eyser se convirtió en el único deportista con una discapacidad física, y con la utilización de una prótesis de madera, en competir en unos Juegos Olímpicos. En 2008 la sudafricana Natalie du Toit, amputada de la pierna izquierda, se convirtió en la primera deportista en lograr la clasificación para los Juegos Olímpicos de 2008 realizados en Pekín (República Popular China), donde finalizar decimosexta en la prueba de natación de 10 kilómetros en aguas abiertas.